# Tên ví dụ
Tên ví dụ được dùng để gọi một người hay vật một cách chung chung, không cụ thể. Trong tiếng Việt, Nguyễn Văn A (nam) và Nguyễn Thị A (nữ) hay được dùng làm tên ví dụ. Chữ cuối "A" có thể được thay bằng các chữ kế tiếp khi cần thêm tên (Nguyễn Văn B/Nguyễn Thị B, Nguyễn Văn C/Nguyễn Thị C, vân vân).